# Déserts de Chihuahua et de Tehuacán
Les déserts de Chihuahua et de Tehuacán forment une région écologique identifiée par le Fonds mondial pour la nature (WWF) comme faisant partie de la liste « Global 200 », c'est-à-dire considérée comme exceptionnelle au niveau biologique et prioritaire en matière de conservation. Elle regroupe trois écorégions terrestres arides du Mexique :
- le matorral de la Meseta centrale
- le matorral de la vallée de Tehuacán
- le désert de Chihuahua